# Amjad Bashir
Amjad Bashir (ur. 17 września 1952 w Gujracie) – brytyjski polityk i przedsiębiorca pakistańskiego pochodzenia, poseł do Parlamentu Europejskiego VIII kadencji.

## Życiorys
Urodził się w Pakistanie w Pendżabie. W Wielkiej Brytanii (na terenie Yorkshire) osiedlił się w wieku 8 lat. Ukończył studia z zakresu inżynierii chemicznej na University of Bradford. Pracował w przedsiębiorstwie swojego ojca, później zajął się własną działalnością gospodarczą głównie w branży gastronomicznej, otwierając własne restauracje w Bradford i Manchesterze.
Przez piętnaście lat należał do Partii Konserwatywnej, z której przeszedł do Partii Niepodległości Zjednoczonego Królestwa. Został rzecznikiem UKIP do spraw małych i średnich przedsiębiorstw. W wyborach w 2014 z ramienia tego ugrupowania uzyskał mandat eurodeputowanego VIII kadencji. W 2015 powrócił do Partii Konserwatywnej.